# Tratado de Yandabo
El Tratado de Yandabo fue el tratado de paz que puso fin a la primera guerra anglo-birmana. Fue firmado el 24 de febrero de 1826, casi dos años después del inicio de la que estallara la guerra en 1824, por el General Sir Archibald Campbell por parte británica, y por el gobernador de Legaing, Maha Min Hla Kyaw Htin de lado birmano. Los birmanos se vieron obligados a aceptar los términos británicos sin discusión, con el ejército británico en el pueblo de Yandabo, a sólo 80 km de la capital Ava.
De acuerdo con el tratado, los birmanos accedían a (1) ceder a los británicos las ciudades de Assam, Manipur, Rakhine (Arakan) y Taninthayi (Tenasserim) en la costa sur del río Salween, (2) cesar toda injerencia en Cachar y Jaintia (3) pagar una indemnización igual a un millón de libras esterlinas en cuatro cuotas, (4) permitir un intercambio de representantes diplomáticos entre Ava y Calcuta, y (5) firma de un tratado comercial.
El tratado puso fin a la guerra más larga y cara en la historia de la India británica. Quince mil soldados europeos e indios murieron, junto con un número indeterminado (pero casi con toda seguridad superior) de víctimas del lado birmano. La campaña costó cinco millones libras (alrededor de 18.500 millones de dólares en 2006), este gasto condujo a una grave crisis económica en la India británica en 1833.  Para los birmanos, supuso el comienzo del final de su independencia.
Las tercer imperio birmano que había sido brevemente el terror de la India británica, fue efectivamente, derrotados y dejó de ser una amenaza para la frontera oriental de la India britânica. Los birmanos se vieron obligados a pagar en los siguientes años una enorme indemnización de un millón de libras, una cantidad grande, incluso para la Europa de la época. El británico iniciaron dos guerras más contra de los cada vez más débiles birmanos y se anexaron definitivamente el país en 1885.